# なごや嬢PiN☆DoM
なごや嬢PiN☆DoM（なごやじょうピンドン）とは、ネオアルファライン（旧・ハセオエンターテーメント）が発行する名古屋のファッション系フリーペーパーである。
2010年2月廃刊。

## 概要
2008年12月15日に東海3県限定ムック本（580円）として発売。2009年2月4日から月刊誌（290円）となり、同年12月号よりフリーペーパーとして栄の店舗に置いたが、2010年2月廃刊。
相川イオが編集長
2008年12月15日にファッション雑誌として創刊。2009年2月4日から月刊化され同年12月号よりフリーペーパーとなった。
キャッチコピーは、「本家本元・なごや嬢のためのゴージャス★マガジン」である。名古屋版小悪魔agehaと呼ばれることもある。新刊号は定価580円だったが月刊誌になってからは、定価290円になった。また、東海3県の限定発売であったがフリーペーパー化してからは栄、錦周辺の有名店舗にて入手可能となっている。
なお、編集長にはレギュラーモデルである相川イオが抜擢されている、ニューハーフのたけうち亜美や桜あいもモデルに採用した。

## 年表
- 2008年12月15日、「なごや嬢PiN☆DoM」創刊。
- 第2号2009年2月4日から月刊化。
- 2009年5月24日なごや嬢PINDOM ガールズコレクションをクラブOZONで開催
- 2009年12月号よりフリーペーパー化。

## 登場モデル
- 佐藤海弘
- 相川イオ
- たけうち亜美
- 桜あい

他

## 美容師、スタイリスト
- MADAME JUNO（マダム ジュノー） hiro
- LUXE 宮崎良子

## 不祥事
CBCテレビ「なるほどプレゼンター!花咲かタイムズ」2010年1月23日放送分「わかりマックス」コーナーにて、「栄のギャルに大ヒット「ピンドン」って何？」というフリーペーパー『なごや嬢PiN☆DoM』の認知度を訊ねる街頭インタビューを受けた女性がそのフリーペーパー関係者であるとの指摘を視聴者から受け、CBCが謝罪した。またその後、BPOにCBC側から提出された調査報告書によると、「担当ディレクターにやらせの意識があった事が判明」し、委員からは「このような番組制作の手法は見逃せない」という意見が相次いだ。
その後、CBCは社内調査委員会での検証結果に基づき、担当ディレクターなど関係者9人を懲戒処分したと発表した。さらに、夏目和良代表取締役会長（当時）ら役員4人は自主的に報酬を返上することも明らかにしている。また、この件をきっかけに自社内に再発防止委員会を設置し、新入社員が取材方法を相談できる制度を同年4月から導入することも明らかにしている。
なお、「わかりマックス」のコーナーは同年3月27日放送分をもって終了し、4月3日放送分からは「うなずキング」と改題して行われている（内容は同じである）。